# Príncep de Mònaco
El Príncep de Mònaco (en francès: Prince de Monaco) és el monarca i cap d'estat del Principat de Mònaco.
Fins ara, tots els prínceps que han ocupat el càrrec han pres el nom de la dinastia Grimaldi, si bé seguint la línia masculina pertanyien a altres cases. El príncep actual és Albert II de Mònaco.

## Llista de Prínceps de Mònaco
La següent és una llista cronològica dels Prínceps de Mònaco.
| Nom | Regnat                                         | Notes                                                                                                   |
| --- | ---------------------------------------------- | --- |
| Honorat II | 29 de novembre, 1604 - 10 de gener, 1662       | |
| Lluís I | 10 de gener, 1662 - 2 de gener, 1701           | Lluís I no s'ha de confondre amb l'anterior Lluís de Mònaco 2 .                                         |
| Antoni I | 2 de gener de 1701 - 20 de febrer de 1731      | |
| Lluïsa Hipòlita | 26 de febrer de 1731 - 29 de desembre de 1731  | |
| Jaume I | 20 de febrer, 1731 - 31 de desembre, 1731      | regent en nom de Lluïsa Hipòlita fins a la seva mort                                                    |
| Jaume I | 31 de desembre de 1731 - 7 de novembre de 1733 | |
| Honorat III | 7 de novembre, 1733 - 19 de gener, 1793        | |
| Governat per una Convenció Nacional escollida amb el seu president Joseph Barrera de 19 de gener de 1793 fins que el 24 de febrer de 1793                                                                             |                                                | |
| Annexat per França de 14 de febrer de 1793, sota ocupació francesa fins al 17 de juny de 1814. |                                                | |
| Louis Armand de Gontant | 24 de febrer de 1793 - 1 de març de 1793       | Comissari francès.                                                                                      |
| Henri Grégoire | ? -?                                           | Comissari francès.                                                                                      |
| Marie Grégoire Jagot | ? -?                                           | Comissari francès.                                                                                      |
| Sota ocupació aliada de 17 de maig de 1814 a 17 de juny de 1814. |                                                | |
| Honorat IV | 30 de maig de 1814 a 16 de febrer de 1819      | |
| Joseph Marie Honoré Jerôme Grimaldi | 17 de juny de 1814 - 23 de juny de 1814        | Regent per Honorat IV                                                                                   |
| Consell d'Estat de Mònaco format per Louis Millo-Terrazzani, Horace Pretti de Saint-Ambroise, Antoine Sigaldi, Joseph Rey i Honoré Albini, governant en favor d'Honorat IV de 23 de juny de 1814 a 4 de març de 1819. |                                                | |
| Honorat V | 3 de març de 1815 - 16 de febrer de 1819       | Regent pel seu pare Honorat IV en la seva primerenca edat, es va convertir en Honorat V a la seva mort. |
| Honoraté V | 16 de febrer de 1819 - 2 d'octubre de 1841     | |
| Florestà I | 2 d'octubre de 1841 - 20 de juny de 1856       | |
| Carles III | 20 de juny de 1856 - 10 de setembre de 1889    | |
| Albert I | 10 de setembre de 1889 - 26 de juny de 1922    | |
| Lluís II | 26 de juny de 1922 - 9 de maig de 1949         | |
| Rainier III | 9 de maig de 1949 - 6 d'abril de 2005          | |
| Príncep Albert, marquès de Baus | 31 de març, 2005 - 6 d'abril 2005              | Regent del seu pare, ancià i discapacitat Rainier III, es va convertir en Albert II a la seva mort.     |
| Albert II | 6 d'abril de 2005 - actualitat                 | |